# راکوئل کوپس-جونز
 راکوئل کوپس-جونز (انگلیسی: Raquel Kops-Jones؛ زادهٔ ۸ دسامبر ۱۹۸۲) یک تنیس‌باز اهل ایالات متحده آمریکا است.